# Tom Nolan (britischer Schauspieler)
Tom Nolan ist ein britischer Schauspieler und Bühnenbildner.

## Leben
Nolan entstammt einer Schauspielerfamilie. Er ist der Sohn des Schauspielers John Nolan und der Schauspielerin Kim Hartman. Seine Schwester Miranda ist ebenfalls Schauspielerin. Seine Cousins sind die Filmschaffenden Christopher und Jonathan Nolan. Nolan debütierte 2005 in einer Nebenrolle im Spielfilm Batman Begins.
2012 verkörperte er die Hauptrolle im Kurzfilm Ministry of Secrets: Delivery Boy, der am 4. Mai 2012 auf dem Worcestershire Film Festival uraufgeführt wurde. 2017 in Dunkirk und 2020 in Tenet bekam er jeweils zwei Nebenrollen unter der Regie seines Cousins Christopher Nolan. Weitere Filmrollen hatte er 2018 in A Fistful of Lead und 2020 in Dune Drifter, beider unter der Regie von Marc Price.
Er arbeitet außerdem als Bühnenbildner im Londoner Theatre Royal Haymarket.

## Filmografie
- 2005: Batman Begins
- 2012: Ministry of Secrets: Delivery Boy (Kurzfilm)
- 2017: Dunkirk
- 2018: A Fistful of Lead
- 2020: Tenet
- 2020: Dune Drifter